# Gray (condado de Cumberland)
Gray es un lugar designado por el censo ubicado en el condado de Cumberland en el estado estadounidense de Maine. En el Censo de 2010 tenía una población de 884 habitantes y una densidad poblacional de 116,29 personas por km².

## Geografía
Gray se encuentra ubicado en las coordenadas 43°53′11″N 70°19′27″O / 43.88639, -70.32417. Según la Oficina del Censo de los Estados Unidos, Gray tiene una superficie total de 7.6 km², de la cual 7.6 km² corresponden a tierra firme y (0%) 0 km² es agua.

## Demografía
Según el censo de 2010, había 884 personas residiendo en Gray. La densidad de población era de 116,29 hab./km². De los 884 habitantes, Gray estaba compuesto por el 97.85% blancos, el 1.02% eran afroamericanos, el 0.11% eran amerindios, el 0% eran asiáticos, el 0% eran isleños del Pacífico, el 0.23% eran de otras razas y el 0.79% pertenecían a dos o más razas. Del total de la población el 1.24% eran hispanos o latinos de cualquier raza.